# Глушко Олександр Олександрович
Олександр Олександрович Глушко (нар. 8 вересня 1934 — ?) — український радянський діяч, новатор виробництва, шахтар, прохідник, бригадир прохідницької бригади шахти № 2—2-біс тресту «Шахтарськантрацит» Донецької області. Депутат Верховної Ради УРСР 6-го скликання.

## Біографія
На 1963 рік — прохідник, бригадир прохідницької бригади шахти № 2—2-біс тресту «Шахтарськантрацит» Донецької області.
Потім — на пенсії у місті Шахтарську Донецької області.

## Нагороди
- ордени
- медалі